# Coût de sortie
Le coût de sortie d'un service est le coût psychologique et matériel à payer par un client abonné pour s'en désabonner.
De nombreux services ont un coût de sortie, notamment des banques, assurances, fournisseurs d'accès à Internet, opérateurs de réseau mobile et sociétés de leasing de véhicule.
Les coûts de sortie sont l'un des volets du coût de changement, qui inclut l'installation du nouveau service. Le terme anglophone switching barrier ou switching costs (barrière de permutation) est régulièrement employé.

## Déclinaison
Le coût de sortie peut se définir suivant différents aspects.

### Aspect monétaire
Les aspects monétaires peuvent être chiffrés par la société de services comme une opération en tant que telle, contrepartie d'un service effectivement rendu lors de la clôture d'un contrat, par exemple remise en état de matériel ou d'un véhicule après restitution. Ils peuvent également être des services immatériels, des frais de résiliation. Ces coûts ne sont pas toujours fixés à l'avance dans les clauses du contrat.

### Aspect technologique
Un utilisateur peut avoir adapté son matériel au service utilisé, le coût pour se rééquiper est alors appelé coût technologique. Par exemple, les connecteurs propriétaires Lightning d'Apple constituaient un frein au remplacement d'une tablette iPad pour un client possédant déjà une enceinte, un chargeur et une pochette compatibles. Ces coûts peuvent ne se révéler qu'à l'expérience.

### Aspect psychologique
Le coût de gestion du changement s'exprime en temps passé sur la démarche, en pertes d'habitude et en gêne induite. Il peut s'agir d'une installation d'une nouvelle application pour gérer ses communications bancaires, de la création de profils, du temps de formation à la nouvelle technologie. Ces coûts sont difficiles à mesurer car ne se chiffrent pas en termes monétaires. Dans le domaine B2B, les temps de formation du personnel à un nouveau logiciel peuvent être rédhibitoires.

## Problème des coûts de sortie
Les coûts de sortie s'ajoutent au coût d'installation du nouveau service et peuvent freiner voire bloquer un utilisateur dans le changement de service. Cette situation peut paralyser un marché. Les coûts de sortie les plus élevés sont situés dans les marchés les plus matures. Une certaine fidélisation du client n'est pas une mauvaise chose en soi, mais lorsque la solution pour le fidéliser est aux dépens du client, le marché en pâtit.
La fluidité des marchés est à la fois un gage de bonne concurrence, tirant les sociétés de service vers le haut, et de possibilité pour les utilisateurs de conserver une solution à la pointe de la technologie.
Enfin, les coûts de sortie gênent l'installation de nouveaux acteurs sur un marché existant.

## Solutions
La cour des comptes française pointait dans un rapport paru en 2005 l'importance de la symétrie de l'information et préconisait une obligation aux entreprises de mentionner dans les contrats les frais de résiliation. Elle insistait sur le fait que les clients n'ont pas forcément conscience de la possibilité qui leur est offerte de changer de service et, s'ils l'ont, de ne pas oser entreprendre les démarches par méconnaissance des coûts. Elle proposait également d'insister sur les frais dégressifs selon les durées d'engagement.
Plusieurs lois ont été promulguées en France à la suite de ce rapport[réf. nécessaire].
Les entreprises cherchant à conquérir de nouveaux clients peuvent prendre en charge les formalités et coûts du changement.